# Marianne Rokne
Marianne Rokne (ur. 9 marca 1978 w Bergen), norweska piłkarka ręczna, reprezentantka kraju. Gra na pozycji lewej lewej rozgrywającej. Obecnie występuje w norweskim Tertnes Håndball Elite.

## Sukcesy

### Reprezentacyjne

#### Igrzyska Olimpijskie
- (2000)

#### Mistrzostwa Świata
- (2006)

#### Mistrzostwa Europy
- (2002)

### Klubowe

#### Mistrzostwo Danii
- (2004)

#### Puchar Europy
- (2004)